# 济南铁路运输中级法院
济南铁路运输中级法院是中华人民共和国山东省的铁路运输中级法院。

## 沿革
1955年，济南铁路运输法院成立。1957年9月，根据中华人民共和国国务院《关于撤销铁路、水上运输法院的决定》，该院撤销。
1980年，济南铁路运输中级法院筹备成立，于1982年5月1日开始正式办案。

## 对应铁路运输基层法院
- 济南铁路运输法院
- 青岛铁路运输法院